# قرة خوجي
قرة خوجي هي بلدة في مقاطعة قرة قول في ولاية بخارى في أوزبكستان.